# June Eric-Udorie
June Eric-Udorie (née le 18 juin 1998) est une écrivaine et militante féministe irlandaise basée en Grande-Bretagne. Elle est journaliste et blogueuse pour The Guardian et New Statesman ainsi que Cosmopolitan,,.

## Jeunesse et travail
D'origine nigériane, June Eric-Udorie est née en Irlande et vit et travaille au Royaume-Uni, où elle déménage à l'âge de 10 ans. Elle fréquente l'école Downe House à Thatcham, dans le Berkshire,,.
Elle se fait connaître en lançant une pétition pour ajouter l'étude du féminisme au programme scolaire au Royaume-Uni,. Elle est membre du comité consultatif des jeunes de l'organisation de solidarité internationale Plan International, avec laquelle elle milite contre les mutilations génitales féminines,.
June Eric-Udorie est jeune attachée de presse d'Integrate Bristol et est sélectionnée comme éditrice stagiaire pour Random House.

## Distinctions et reconnaissance
Elle a été nommée pour le prix de la femme intelligente de l'année par le magazine Red en 2015,, pour le Young Commentariat de l'année en 2015 ainsi que pour le prix Words By Women en 2015 et les PRECIOUS Awards for Leadership,,.
June Eric-Udorie est incluse dans la liste 100 Women 2016 de la BBC. En 2017, elle est élue Activiste de l'année par le magazine Elle UK.